# منتخب الهند لاتحاد الرغبي
منتخب الهند الوطني لاتحاد الرغبي (بالإنجليزية: India national rugby union team)‏ هو ممثل الهند الرسمي في المنافسات الدولية في اتحاد الرغبي . تأسس في 26 أكتوبر 1998.

## وصلات خارجية
- الموقع الرسمي